# 추사 김정희 (드라마)
《추사 김정희》는 1984년 4월 12일부터 1984년 4월 13일까지 MBC에서 방영된 특집 드라마로, 한국인 재발견 시리즈 중 다섯 번째 드라마다.
이 드라마는 조선조 실학의 세 명의 거두 중 추사의 학문과 예술, 그리고 인간적인 면을 재조명하였다. 또한 구성과 연출면에서 고상한 흔적이 였보이면서 동양화적인 영상이 새로웠다는 평가를 받았다.

## 등장 인물
- 김무생 : 김정희 역
- 김민정 : 추사의 아내 역
- 김용건
- 정욱
- 전무송
- 최병학
- 임문수
- 임정하